# Cnidoscolus rzedowskii
Cnidoscolus rzedowskii är en törelväxtart som beskrevs av Francisco Javier Fernández Casas och Victor W. Steinmann. Cnidoscolus rzedowskii ingår i släktet Cnidoscolus och familjen törelväxter. Inga underarter finns listade i Catalogue of Life.